# Syndrome de Pearson
 Mise en garde médicale
Le syndrome de Pearson est une maladie mitochondriale d'hérédité strictement maternelle ou sporadique.
Ce syndrome est dû à des délétions de plus ou moins grande ampleur (au minimum, délétion de 1 000 paires de bases). Plus la délétion est grande, plus les syndromes associés sont graves. La proportion de mitochondries porteuses de la délétion est aussi importante dans la gravité des syndromes.
C'est un syndrome associé au syndrome de Kearns-Sayre. Le degré d'hétéroplasmie dans les cellules musculaires conditionne la maladie :
- plus de 85% : forme grave, mort; syndrome de Pearson
- moins de 85% : syndrome de Kearns-Sayres

La distribution tissulaire des génomes mitochondriaux anormaux a aussi son importance.

## Épidémiologie
- Prévalence
- Incidence
- Évolution de ces facteurs, correlation avec la démographie, le mode de vie, les facteurs de risque
- Facteurs de risque

## Prise en charge
- Traitement médicamenteux
- Traitement physique (kinésithérapie, rééducation, etc.)
- Prise en charge sociale, psychologique, groupes de malades (s'il y a lieu).

## Évolution et complications
- Expliquer les éventuelles complications et leur causes.
- Évolution de la maladie sans traitement
- Évolution sous traitement